# کندی رینولدز
 کندی رینولدز (انگلیسی: Candy Reynolds؛ زاده ۲۴ مارس ۱۹۵۵) یک تنیس‌باز اهل ایالات متحده آمریکا است.